# Serie A (Suiza) 1898-99
La Serie A 1898-99 fue la segunda temporada del Campeonato Suizo de Fútbol.

## Este
| Club                       | Resultado | Club                    |
| Anglo-American Club Zürich | 0-0       | Grasshopper-Club Zürich |
| Anglo-American Club Zürich | 3-1       | FC Zürich               |
| Anglo-American Club        | 1-0       | Grasshopper-Club Zürich |
| Anglo-American Club        | 5-0       | FC Zürich               |

## Central
| Club               | Resultado | Club     |
| BSC Old Boys Basel | 1-1       | FC Basel |
| BSC Old Boys Basel | 2-1       | FC Basel |

## Oeste
| Club                               | Resultado | Club          |
| FC Yverdon                         | 2-0       | FC Neuchâtel  |
| Lausanne Football and Cricket Club | 4-0       | Geneva United |
| Lausanne Football and Cricket Club | 6-2       | FC Yverdon    |

## Final
| Club                | Resultado | Club                               |
| BSC Old Boys Basel  | -         | Lausanne Football and Cricket Club |
| Anglo-American Club | 7-0       | BSC Old Boys Basel                 |

Los jugadores británicos de Lausanne se negaron a jugar en domingo.
Anglo-American Club ganó el campeonato.